# 式守慎之助 (5代)
5代 式守 慎之助（ごだい しきもり しんのすけ、1976年（昭和51年）7月31日 - ）は、大相撲の十両格行司である。本名は水谷 洋二（みずたに ようじ）。片男波部屋→松ヶ根部屋→二所ノ関部屋→放駒部屋所属。血液型はA型。

## 人物
鹿児島県指宿市出身。1992年11月場所で片男波部屋から式守玉男の名で初土俵を踏む（のちに松ヶ根部屋に移籍）。2013年7月場所十枚目格昇進。2014年1月場所式守慎之助に改名。2014年12月松ヶ根部屋は二所ノ関部屋に改称。2021年二所ノ関部屋は放駒部屋に改称したため、放駒部屋所属となった。

## 履歴
- 1992年11月場所 - 初土俵：式守玉男。
- 1993年1月場所 - 序ノ口格として番付に初掲載。
- 1995年1月場所 - 序二段格昇進。
- 2000年1月場所 - 三段目格昇進。
- 2006年3月場所 - 式守玉三郎に改名。
- 2007年1月場所 - 幕下格昇進。
- 2013年7月場所 - 十枚目格昇進。
- 2014年1月場所 - 5代式守慎之助に改名。